# Fare per Fermare il Declino
Fare per Fermare il Declino (FFD) è stato un partito politico italiano di orientamento liberale/europeista fondato nel 2012.

## Storia

### Fondazione
Il movimento Fermare il Declino nacque il 28 luglio 2012, quando su iniziativa di un gruppo di economisti ed intellettuali composto da Oscar Giannino, Michele Boldrin, Sandro Brusco, Alessandro De Nicola, Andrea Moro, Carlo Stagnaro e Luigi Zingales venne pubblicato a pagamento su sei quotidiani (il Fatto Quotidiano, il Foglio, il Sole 24 Ore, il Messaggero, il Mattino ed il Gazzettino) un manifesto programmatico di ispirazione prevalentemente liberista, liberale e fortemente critico verso l'intera classe politica nazionale. Il manifesto del movimento fu promosso anche da 240 cittadini italiani, accademici, manager, professionisti, imprenditori, esponenti della società civile e di associazioni culturali ed economiche. Secondo delle dichiarazioni del 2019 di Michele Boldrin, prima di Oscar Giannino la figura di leader di Fermare il Declino fu proposta a Matteo Renzi, il quale rifiutò.
L'8 dicembre 2012 il movimento decise di fondare un nuovo partito politico, Fare per Fermare il Declino
, con alla sua guida come leader e capo della coalizione il giornalista economico Oscar Giannino. Il partito si presentò da solo alle elezioni politiche dell'anno seguente senza stringere nessuna alleanza e con l'intenzione dichiarata di non stringerne.

### Il caso Giannino
Dopo un periodo di relativa popolarità per il partito, con livelli di gradimento che secondo i sondaggi fluttuavano dall'1 fino al 4,7%, il 18 febbraio uno dei promotori, Luigi Zingales, lasciò polemicamente il movimento accusando il leader del partito Oscar Giannino di millantare un master mai conseguito presso la Booth School of Business di Chicago (dove Zingales insegnava), e di non aver provveduto a rettificare il suo curriculum presente in rete. Giannino spiegò successivamente che nella città americana avesse solo studiato inglese, e che in quel curriculum ci fosse di conseguenza un errore. Si scoprì inoltre che lo stesso Giannino non avesse mai conseguito né la laurea in giurisprudenza né in economia, vantate nel suo curriculum e nella sua biografia presente sul sito dell'Istituto Bruno Leoni. La direzione nazionale del partito fu convocata nel pomeriggio del 20 febbraio per discutere del caso; lo stesso giorno Giannino con un breve comunicato su Twitter si dimise irrevocabilmente dalla presidenza di Fare, pur rimanendo indicato come capo della forza politica e candidato premier a causa dell'impossibilità, data la legge elettorale, di ritirare la sua investitura. Giannino promise di rinunciare al proprio seggio se eletto. 
Il caso scatenò una polemica tra accademici: Francesco Sylos Labini si chiese come fosse stato possibile che nessuno degli accademici garanti si fosse accorto che Giannino non fosse neppure laureato nella propria disciplina, ponendo a sua volta in discussione la credibilità di chi gli aveva creduto. Un anno dopo lo scoppio della vicenda, Giannino in un'intervista a Libero affermò che questo errore fu «dovuto a un complesso di inferiorità» che cominciò a sentire a partire dalla sua esperienza nel Partito Repubblicano Italiano.

### Il post Giannino e i primi test elettorali
Il 20 febbraio fu nominata come nuova coordinatrice nazionale di Fare l'avvocato Silvia Enrico, tra i fondatori del movimento e fino a quel momento coordinatrice regionale in Liguria. Enrico assunse la guida di Fare pro-tempore, per condurlo alle elezioni politiche e al congresso che si sarebbe svolto dopo queste ultime. Il partito alla fine ottenne 380 756 voti, pari all'1,12% delle preferenze alla Camera, e 278 396 voti, pari allo 0,90% dei voti al Senato, non superando così le soglie di sbarramento previste dalla legge elettorale e non eleggendo parlamentari. I risultati migliori si registrarono in Lombardia e Veneto, ove il partito ottenne circa il 2%, mentre al sud restò sotto il punto percentuale. Alle contemporanee elezioni regionali, Fare si presentò autonomamente nel Lazio (0,57%) e in Lombardia (1,27%), mentre in Molise (2,94%) partecipò ad una coalizione di liste civiche. In nessun caso elesse consiglieri regionali. Alle elezioni provinciali della provincia autonoma di Trento Fare si presentò in una coalizione di liste civiche ottenendo lo 0,82%, senza eleggere nessun consigliere. 

### Elezioni europee del 2014, scissione e fine dell'esperienza partitica
Dopo una serie di dissidi interni il 28 febbraio 2013 Silvia Enrico lasciò la guida di Fare e nel congresso nazionale tenutosi a Bologna l'11 e il 12 maggio 2013 Michele Boldrin fu nominato nuovo presidente del partito. In disaccordo con la linea politica di Boldrin, nell'autunno del 2013 Silvia Enrico abbandonò definitivamente Fare per fondare il nuovo partito Alleanza Liberaldemocratica per l'Italia (ALI). Alla nuova formazione politica liberale aderirono anche Alessandro De Nicola e Oscar Giannino.
In vista delle elezioni europee del 2014, Fare aderì  a Scelta Europea, una lista unitaria composta insieme a Centro Democratico, Scelta Civica e ad altri partiti liberali minori, ispirata all'ALDE e a sostegno della candidatura dell'ex-premier belga Guy Verhofstadt alla presidenza della Commissione europea. La lista ottenne però solo lo 0,72% dei voti, non riuscendo quindi a eleggere alcun europarlamentare.
Nel 2014 il partito cessò le proprie attività. Il sito internet ufficiale non fu più rinnovato.

## Ideologia
Uno dei principali obiettivi di Fermare il Declino era la riduzione del debito nazionale del 20% del PIL in cinque anni, la riduzione della spesa pubblica di almeno il 6% e la riduzione della pressione fiscale di almeno il 5%, oltre all'introduzione del federalismo, di una riforma dell'università, di liberalizzazioni e varie privatizzazioni.

## Struttura

### Presidente/Coordinatore
- Oscar Giannino (27 agosto 2012 – 20 febbraio 2013)
  - Silvia Enrico (20 febbraio 2013 – 28 febbraio 2013)
- Michele Boldrin (12 maggio 2013 – 15 giugno 2014)[40]

### Presidente dell'Assemblea nazionale
- Santo Versace (9 marzo 2014 – maggio 2014)

## Risultati elettorali
| Elezione       | Elezione     | Voti              | %                 | Seggi   |
| -------------- | ------------ | ----------------- | ----------------- | ------- |
| Politiche 2013 | Camera       | 380 756           | 1,12              | 0 / 630 |
| Politiche 2013 | Senato       | 278 396           | 0,90              | 0 / 315 |
| Europee 2014   | Europee 2014 | in Scelta Europea | in Scelta Europea | 0 / 73  |